# هنري تشونغ
هنري تشونغ (بالصينية: 鐘武雄) هو صاحب مطعم صيني، ولد في 9 سبتمبر 1918، وتوفي في 23 أبريل 2017.